# Kotri
Kotri (en sindhi: کوٹری ) es una localidad de Pakistán, en la provincia de Sindh.
Se ubica en la ribera derecha del Indo, frente a la ciudad de Hyderadab.

## Demografía
Según estimación 2010 contaba con 259.358 habitantes.